# Armando Discépolo
Armando Discépolo, né en 1887 à Buenos Aires et mort en 1971 est un dramaturge, metteur en scène et traducteur argentin.

## Œuvres
- Entre le fer, 1910.
- La Forge, 1912.
- Le Vertige, 1919.
- Mateo, 1923.
- Stefano, 1928.
- Cremona, 1933.
- Horloger, 1934.